# Holmen (Wisconsin)
Holmen es una villa ubicada en el condado de La Crosse en el estado estadounidense de Wisconsin. En el Censo de 2010 tenía una población de 9.005 habitantes y una densidad poblacional de 668,88 personas por km².

## Geografía
Holmen se encuentra ubicada en las coordenadas 43°58′17″N 91°16′11″O / 43.97139, -91.26972. Según la Oficina del Censo de los Estados Unidos, Holmen tiene una superficie total de 13.46 km², de la cual 13.46 km² corresponden a tierra firme y (0%) 0 km² es agua.

## Demografía
Según el censo de 2010, había 9.005 personas residiendo en Holmen. La densidad de población era de 668,88 hab./km². De los 9.005 habitantes, Holmen estaba compuesto por el 90.39% blancos, el 0.64% eran afroamericanos, el 0.19% eran amerindios, el 7.01% eran asiáticos, el 0.04% eran isleños del Pacífico, el 0.24% eran de otras razas y el 1.48% pertenecían a dos o más razas. Del total de la población el 1.07% eran hispanos o latinos de cualquier raza.